# Villabáñez
Villabáñez est une commune de la province de Valladolid dans la communauté autonome de Castille-et-León en Espagne.

## Sites et patrimoine
Les édifices et sites notables de la commune sont :
- Église de la Asunción ;
- Chapelle del Cristo de la Guía.

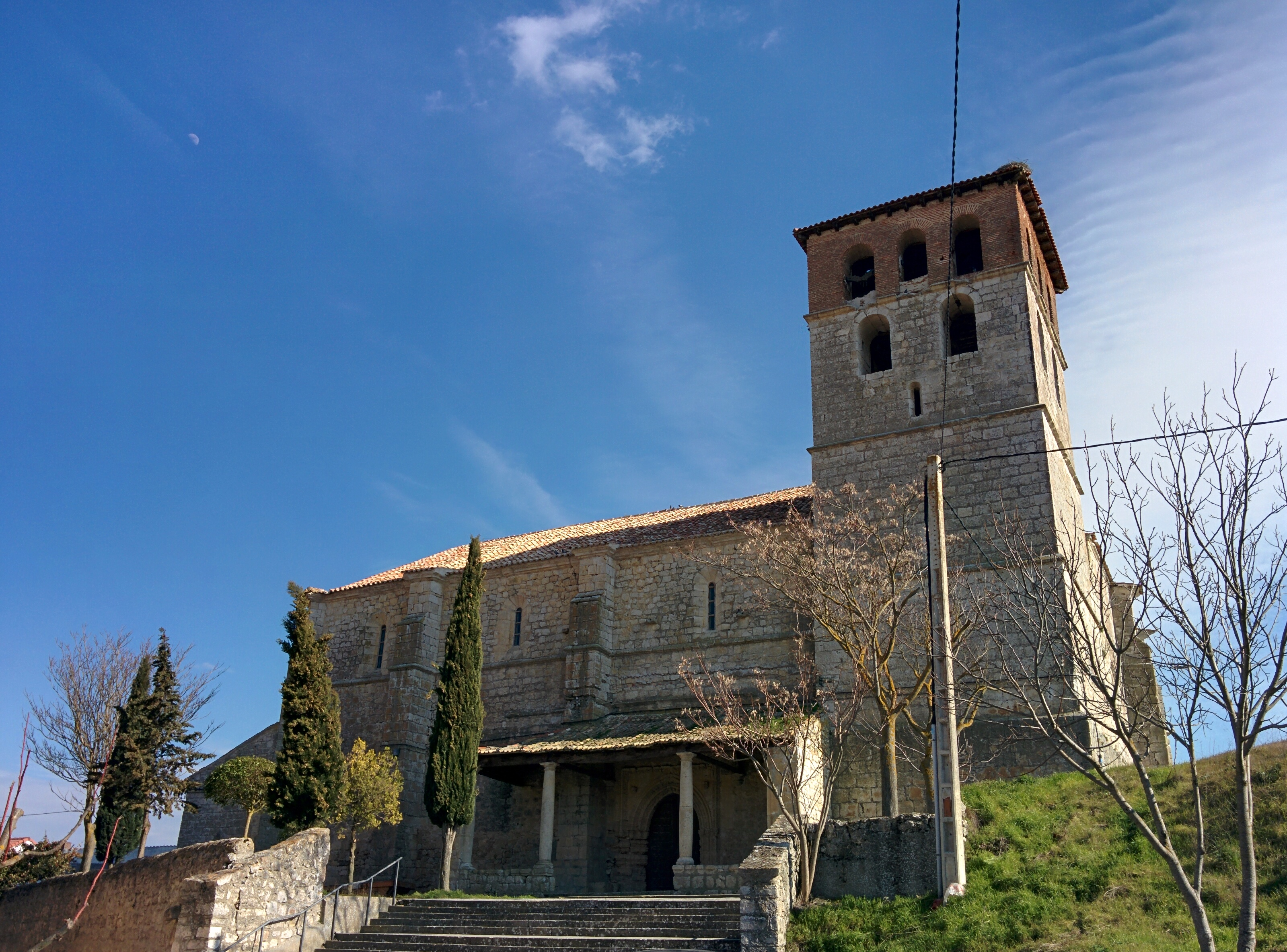
Église de la Asunción.
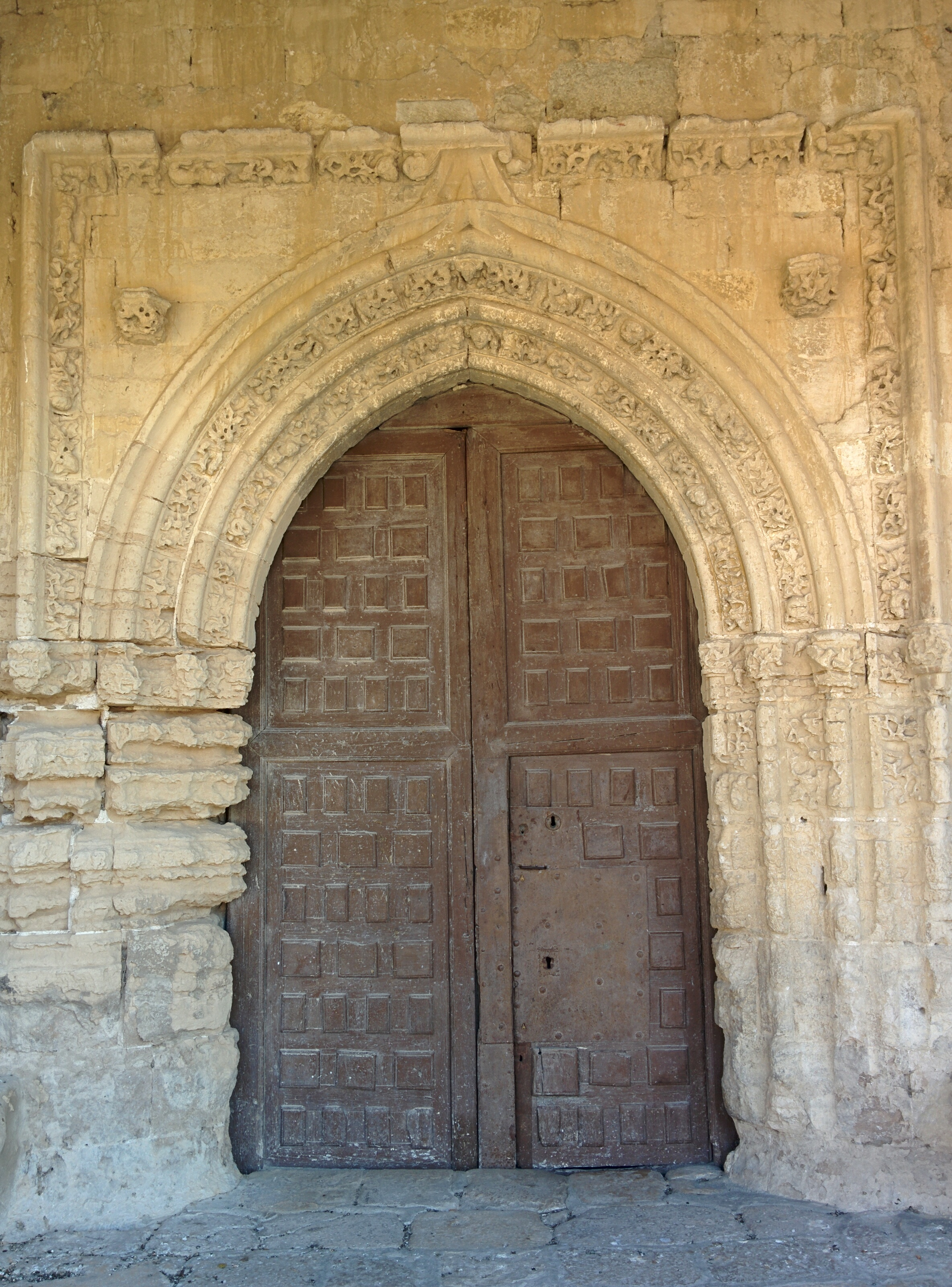
Église de la Asunción.
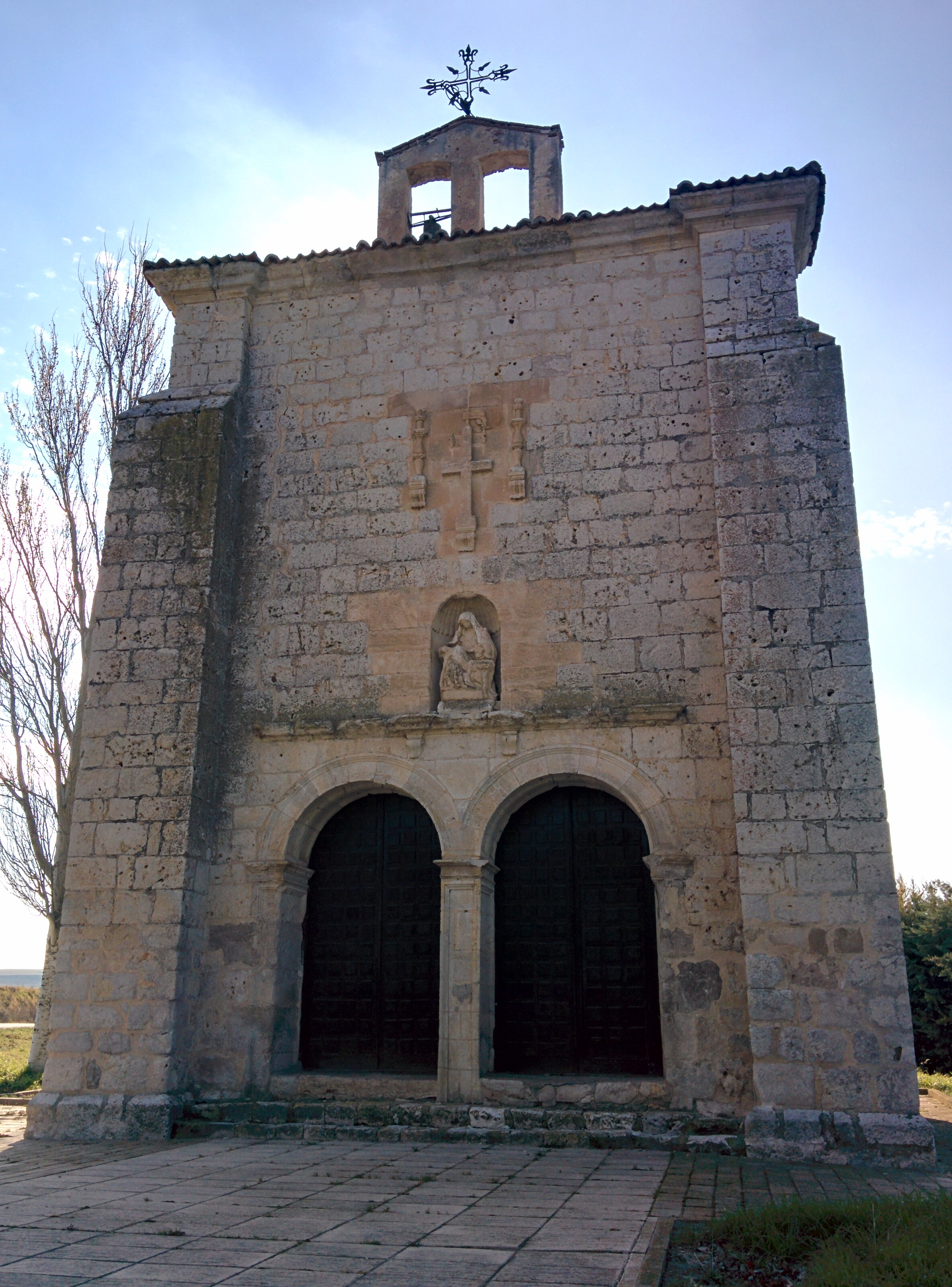
Chapelle del Cristo de la Guía.